# George Ezra
George Ezra Barnett (Hertford, 7 de junho de 1993) é um cantor e compositor britânico. Após lançar dois extended plays (EP), Did You Hear the Rain?, em outubro de 2013, e Cassy O, em março de 2014, Ezra ganhou destaque com o lançamento do seu single "Budapest", que atingiu o top 10 em vários países pelo mundo, ganhando a primeira posição na Áustria, Nova Zelândia e República Checa.
Seu álbum de estreia, Wanted on Voyage, lançado em 30 de junho de 2014, posicionou-se na primeira colocação do UK Albums Chart e entre as dez primeiras posições de outras sete nações. No Reino Unido foi o terceiro álçbum mais vendido daquele ano, atrás apenas de Ed Sheeran e Sam Smith.
Antes do sucesso, Ezra foi considerado uma das apostas para 2014 pela MTV, pelo VEVO e pelo iTunes, além de ter ficado em quinto lugar na sondagem Sound of... da BBC naquele mesmo ano.

## Biografia
Ezra nasceu e cresceu em Hertford, localidade a uma hora de Londres, na Inglaterra. Seus pais são professores e ele tem dois irmãos, um mais novo, Ethan (também ele cantor e compositor, sendo o seu nome artístico "Ten Tonnes"), e uma mais velha, Jessica, que o acompanha em suas turnês. Estudou na Escola Primária Bengeo e no Colégio Simon Balle. Ele se mudou para Bristol para frequentar o British and Irish Modern Music Institute (BIMM), um instituto de música. Durante esse tempo, ele trabalhava em dois empregos para sustentar a escola, em uma fábrica de doces e em um bar.

## Discografia
- Wanted on Voyage (2014)
- Staying at Tamara's (2018)
- Gold Rush Kid (2022)